# 굿바이, 평양
"굿바이, 평양"(Goodbye, Pyeongyang)은 한국에서 제작된 양영희 감독의 2009년 다큐멘터리, 가족 영화이다. 양선화 등이 주연으로 출연하였고 최현묵 등이 제작에 참여하였다.

## 출연

### 주연
- 양선화
- 양건화
- 양영희
- 양공선
- 강정희

## 기타
- 프로듀서: 김정곤
- 제작이사: 이용관
- 라인프로듀서: 심상혁
- 믹싱: 박자영
- 사운드: 김영호
- 마케팅총괄: 박미영
- 광고디자인: 김민정
- 광고디자인: 이채론
- 번역,자막: 이해리
- 번역,자막: 양영희
- 번역,자막: 장진
- 번역,자막: 심상혁
- 음악부문: 김원경
- 마케팅부문: 박주원
- 마케팅부문: 박소연